# Народно читалище „Просвета – 1870“
Народното читалище „Просвета – 1870“ е културен институт, учреден в град Мустафапаша на 1 март 1870 г. Първоначално носи името Читалище „Звезда“.
Създадено е по инициатива на главния учител на града Христо Попмарков, учител в Червеното училище, в най-голямата стая на училището при черквата „Св. Троица“, което преподава Попмарков. Това важно културно събитие е отразено на страниците на излизащия по това време в Цариград вестник „Македония“, в неговия бр. 34 от 17 март 1870 г. Така са оповестени волните пожертвования на жителите на града за обзавеждане на стаята, за закупуване на книги, вестници и списания. С цел подпомагане на развитието на просветното дело в Свиленград още в първите месеци читалищното настоятелство решава всяка година да издържа по един ученик в Бебошевското училище в Цариград, който след това да се завърне в града като учител.
Описание на първото читалище в града е оставил Бачо Киро, големият революционер, учител, книжовник, читалищен деец, а и пламенен родолюбец. През 1872 г., на път за Цариград, минавайки през града, той посетил читалището. По това време членове на читалищното настоятелство са Иван Вазов, също учител в Червеното училище, Стоян Попмарков, Станко Разбойников (1848 – 1890) и някои други.
През 1875 г. е показано и първото театрално представление в Свиленград – „Многострадалната Геновева“ под режисурата на учителите Петър Станчов и Станко Разбойников. На този спектакъл присъстват турските управници и местният елит. След промените от края на XIX век, през 1914 г. името на читалището е заменено на „Просвета“. През 1961 г. е построена нова читалищна сграда, в която читалището премества своята дейност.
Народно читалище „Просвета“ е първото, към което е открит клон на читалище зад граница – на 8 септември 2008 г., в съответствие със Закона за народните читалища, е учреден клон към Българската православна църква „Св. Георги“ в град Одрин, Турция.